# Runa Laila
Runa Laila (Syloti: ꠞꠥꠘꠣ ꠟꠣꠁꠟꠣ; Urdu: رونا ليلي; n. en 17 de noviembre de 1952 en Sylhet, Bangladés) es una cantante Bangladés.
Comenzó su carrera en la industria cinematográfica de Pakistán y cantó además para el cine Ghazals. Ella interpretó una canción a dúo con la cantante Ahmed Rushdi, después de reemplazar a Mala. También ha debutado como cantante de playback en películas para el cine Bangladés, India y Pakistán a finales de la década de los años 1960.

## Biografía
Laila nació en Sylhet, Pakistán Oriental (la actual Bangladés). Su padre era de Rajshahi. Se matriculó en una escuela de baile donde aprendió los estilos de Kathak, Bharatanatyam, y Kathakali. Su formación musical al estilo clásico, tuvo una formación con Piya Rang y Ustad Habibiddin Khan, cuando su familia vivía en la zona de Karachi Federal B en 1960. Según Laila, Manzur Hussain, fue quien también influyó en su carrera artística enseñando sus defectos durante su trabajo en las técnicas vocales. Ella hizo su debut en público como cantante a la edad de seis años. Grabó su primer disco para una película paquistaní titulado "Jugnu". Fue además influenciada por el cantante de playback Ahmed Rushdi, mientras seguía a su estilo en el canto.

## Carrera
Laila comenzó por aparecer en 'Zia Mohyuddin Show', un programa de televisión Karachi, durante su etapa (1972-1974) y más adelante interpretó temas musicales para películas paquistaníes en la década de los años 70 como "Umrao Jan Ada" (1972). En el 2012, Laila fue juez de un programa de telerrealidad en el Sur Kshetra.

## Discografía
- Runa Laila-Kala Sha Kala 23 de marzo de 2010
- Runa Laila – Moods & Emotions 	  1 de diciembre de 2008
- Bazm-E-Laila
- The Loves of Runa Laila
- Ganga Amar Ma Padma Amar Ma-Runa Laila
- Superuna 	1 de diciembre de 1982
- Runa Goes Disco 	1 de septiembre de 1982
- Runa Sings Shahbaz Qalandar 	1 de septiembre de 1982
- Geet / Ghazals 	1 de septiembre de 1976
- Runa in Pakistan (Geet) 	1 de diciembre de 1980
- Runa in Pakistan (Ghazals) 	1 de diciembre de 1980
- Sincerely Yours Runa Laila
- I Love to Sing for You

## Canciones de películas
for complete list of songs, see List of songs recorded by Runa Laila

### Pakistán
- Commander (1968)
- Hum Dono (1966)
- Anjuman (1970)
- Umrao Jaan Ada (1972)
- Man Ki Jeet (1972)
- Ehsaas (1972)
- Dilruba (1975)

### India
- Phir Subah Hogi
- Gharaonda (1977)
- Ek Se Badhkar Ek
- Yaadgaar
- Agneepath
- Sapnon Ka Mandir(1991)
- Jaaney Bahar
- Ghar Dwaar (1985)

### Bangladés
- Shwaralipi
- Dui Jibon
- Antore Antore
- The Rain
- Beder Meye Josna
- Kayamat Theke Kayamat Porjonto
- Sopner Nayok
- Sottyer Mrittyu Nei
- Meghla Akash
- Megher Koley Rod
- Hridoyer Badhon

## Premios
- Independence Day Award, Bangladesh
- Bangladesh National Film Award for Best Female Playback Singer : 1976, 1977, 1989, 1992, 2012
- Shelteck Award, Bangladesh
- Lux Channel I Lifetime Performance Award, Bangladesh
- Saigal Award, India
- Nigar Award, Pakistan (twice)1968 and 1970
- Critics Award, Pakistan
- Graduate Award, Pakistan (twice)
- National Council of Music Gold Medal, Pakistan